# Hastella govensis
Hastella govensis är en insektsart som beskrevs av Kenneth Hedley Lewis Key 1981. Hastella govensis ingår i släktet Hastella och familjen Morabidae. Inga underarter finns listade i Catalogue of Life.